# Final Fantasy VII 重生
《Final Fantasy VII 重生》是史克威爾艾尼克斯第一開發事業部開發並由史克威爾艾尼克斯發行在PlayStation 5平台上的動作角色扮演遊戲，於2024年2月29日公開發售，為《Final Fantasy VII 重製版》（2020）的續作與《Final Fantasy VII》（1997）重制版三部曲的第二部作品。故事設定在《重製版》結局的不久之後，玩家將扮演僱傭兵克勞德·史特萊夫及一群主要為生態恐怖主義組織「雪崩」組成的角色。他們為了阻止超大型企業「神羅」繼續利用「魔晄」作為能源，以及打倒企圖成為「星球」之神的前「神羅戰士」賽菲羅斯而聯手踏上旅程。
該作在2019年11月《Final Fantasy VII 重製版》發行前便已開始製作，並在隔年6月披露正在開發的消息。所有主要開發人員都從前作回歸，除了原總監野村哲也出任創意總監，及濱口直樹以總監而非聯合總監身份重返外，大部分皆擔任相同的職位。與其前作一樣，《Final Fantasy VII 重生》將融合即時動作、战略和角色扮演三大元素。
2024年12月13日，史克威尔艾尼克斯宣布，将于2025年1月23日发售游戏的Windows版本，登陆Steam及Epic游戏商城，预购期间享有首发七折优惠（游戏发售当日结束）。

## 遊戲玩法
《Final Fantasy VII 重生》是1997年PlayStation遊戲《Final Fantasy VII》重製版三部曲計劃中的第二部作品，劇情接續前作《Final Fantasy VII 重製版》主角一行人逃出米德加都會區之後。玩家將主要控制加入生態恐怖組織「雪崩」的士兵克勞德·史特萊夫，他意識到宗主神羅持續消耗「星球」的生命能量後決意與其切割，後來捲入到被認為已死的傳奇「神羅戰士」賽菲羅斯的衝突之中。就跟前作《重製版》一樣，《重生》重新構思了原作的多個要素，並顯著地擴充了角色發展和整體的敘事結構。
與《重製版》偏線性流程的米德加相比，《Final Fantasy VII 重生》以即時探索和戰鬥為賣點，同時遊戲的地圖也有更為開放的環境。玩家的目標標記會持續出現在平视显示器內，其上突顯了主線故事任務、正在進行的支線任務與它們各自與玩家隊伍之間的距離。除了步行之外，隊伍還可以裝備專用的魔晶石來騎乘陸行鳥，藉此更快的穿越主世界。《重生》將《重製版》的活躍戰鬥時間系統（Active-Time Battle，ATB）與以動作為重點的近戰戰鬥系統相結合，憑此，玩家將可控制一支由眾多角色組成的隊伍，且可在遊戲中的任何時刻自由切換角色。在戰鬥時，玩家控制的角色能使出物理和魔法的組合攻擊，並可在選單中取出特定的道具來達到輔助進攻、防禦和回血的效果。此外，在《Final Fantasy VII 重製版 Intergrade》的可下载内容「尤菲的新篇章」（Episode: interMISSION）中首次引入的協同作戰系統（Synergized）亦有被《重生》採用，這機制讓玩家隊伍的成員能夠同時攻擊，但相對的是ATB條填充速度會變慢。

## 劇情

### 設定與角色
《Final Fantasy VII 重生》是擁有全新劇情的前作《Final Fantasy VII 重製版》的直接延續，跟後者一樣對原作《Final Fantasy VII》的情節、世界觀和角色陣容有一定的重構。《重生》的故事發生在一個俗稱為「星球」（The Planet）的平凡世界，主角一行人為了終結透過將被稱作「生命之流」（Lifestream）的精神能源武器化，藉此控制米德加都會區的神羅公司的暴政，以及擊敗據傳已死，現今正企圖召喚毀滅性的魔法隕石衝擊星球，好讓自己與生命之流融合以獲得神性的前「神羅戰士」（SOLDIER）賽菲羅斯而踏上旅程。《重生》將橫跨《FF7》原作克勞德等人離開米德加到「忘卻之都」（Forgotten Capital）之間發生的各種事件，但部分地點的探索順序則與原作有所不同，例如五臺地區（Wutai）就會留待重啟三部曲最後一作才會出現。
遊戲的中心主角和主要角色一行人的領導者是前1st級神羅戰士，現時以傭兵身份協助生態恐怖主義組織「雪崩」的克勞德·史特萊夫。伴隨他的還有該組織的兩名成員：既話多又厚臉皮，但富同情心的「雪崩」首領巴雷特·華勒斯，以及克勞德的青梅竹馬兼米德加「第七天堂」（7th Heaven）的調酒師、和藹可親的內向武術家蒂法·洛克哈特，三人共同帶領「雪崩」聯手抵抗神羅對星球資源的不道德開發。中途加入他們的還有古代種「賽特拉」（Cetra）的唯一生還者，居於米德加第伍區貧民窟的賣花女爱丽丝·盖恩斯巴勒；出身自星隕峽谷（Cosmo Canyon）、會說人話，但也因此遭神羅誤認是古代種而被綁架至實驗室圈養的類狼生物赤紅XIII；以及從神羅總部手中竊取「究極魔晶石」（Ultimate Materia）失敗，且失去搭檔索儂·草壁（Sonon Kusakabe）後為了見證神羅徹底垮台而加入主角隊伍，出身自五臺的忍者與魔晶石大盜尤菲·如月。
在整個故事進程中，配角們會在不同的時間段發揮作用，其中最重要的要數克勞德過去的挈友、艾莉絲的初戀情人札克斯·菲爾，他和克勞德在《核心危機 -最終幻想VII-》（2007）原作中接受了植入外星生命細胞「傑諾瓦」（JENOVA）的實驗，隨後一同叛離神羅，但卻在逃離期間遭受重傷，死前將其武器「毀滅劍」（Buster Sword）交託予克勞德。主要配角還包括由前神羅都市開發部部長里維·杜耶斯提操控的貓型機器人凱特·西；文森特·瓦倫泰，被科學家寶條博士改造過肉體的前神羅特務組織「塔克斯」成員；以及畢生夢想為實現太空飛行的前神羅頭牌飛機師與火箭科學家希德·海溫德。其他會出現在《重生》中的次要配角則有星隕峽谷的長老布根哈根、奉命追捕克勞德和其盟友的塔克斯新人伊莉娜，以及「雪崩」的倖存成員畢格斯等人。其中最後者的角色經歷與原作有些微不同，他在米德加第柒區的圓盤倒塌事故中生還，現在正打算為朋友的死向神羅復仇。

## 開發
在《最终幻想VII 重制版》發行前的宣傳期間，史克威爾艾尼克斯就申明會將原作的故事拆分成一「多章節系列」，且每部系列作品都能為粉絲帶來不同的獨特體驗，而作為「多章節系列」第一款獨立遊戲的《重制版》也不會涵蓋《FF7》原作的所有劇情。談到為何難以在短時間內實現重製時，遊戲總監野村哲也表示應用當前技術從零開始重塑《Final Fantasy VII》是一項艱鉅的任務，在一部作品內完全呈現《FF7》的內容亦必須刪減原作的部分元素，以適應硬體目標和遊戲設計，但如此一來重製版便會變得毫無意義。他續指希望在系列第一部作品中對米德加作更進一步的描述，並讓玩家可以探索原作城市中無法進入的區域，同時在新一代硬件性能上升的情況下增補細節。野村坦言理解粉絲對《FF7》原作故事有所留戀，但他仍期望經過重新詮釋的重製版能讓原作玩家感到雀躍。
製作人北瀨佳範把「多章節」的《FF7》重製系列比擬成《最终幻想XIII》（2009）、《最终幻想XIII-2》（2011）及《雷霆归来 最终幻想XIII》（2013），但論結構，《重製版》和《FF13》有著本質上的不同，箇中原因在於前者是基於既存、且以克勞德·史特萊夫等核心要角為重的敘事改編而成的重製，與有著多重視角的《FF13》三部曲恰恰相反。他又預計重製系列每作的時長皆與《FF13》系列任一部相若。北瀨後來透露《FF7》重製計劃將有三款遊戲，分別是《重製版》、其續作以及作為最終章的第三部作品。開發團隊最初只考慮把《FF7》原作濃縮成兩款遊戲，而非三部，並指出在製作方向上遲疑未決是他們無法明確重製系列將包括多少部作品的主因。北瀨為此解釋說是全員對項目整體規模缺乏了解，才招致開發進度模糊。在《重製版》於2019年11月宣佈將在PlayStation 4上獨佔發行後，其續作進入積極開發階段，設計上亦已考量到初接觸Final Fantasy系列的玩家的需求。
野村哲也後來在2020年7月稱團隊的目的是在確保能「盡早」發行的同時開發出比前作更高品質的遊戲。問及在2021年《重製版》的加強版本《Final Fantasy VII 重製版 Intergrade》中作出的技術改進時，他表示製作團隊在該作中增添了霧等環境效果，以便進一步增強遊戲世界的真實感和沈浸感。他還建議FF系列的粉絲們期待一下未來他們開發的一系列充分利用PS5的硬件，以及遊戲和圖形方面功能的作品。另一位遊戲總監濱口直樹則指出希望在下一部遊戲中加入可下載內容劇情片「尤菲的新篇章」（Episode: interMISSION）中引入的新遊戲玩法和戰鬥機制，例如尤菲·如月和索儂·草壁之間的團隊合作攻擊等，以營造出一種「不同的戰鬥策略感覺」。
與《重生》一起披露的是《核心危機 -Final Fantasy VII- Reunion》（2022），一部以虛幻引擎4在現代平台上復刻的《核心危機 -最終幻想VII-》（2007）重製版，它對原作的玩法和演示實行了大量品質上的改進，務求使遊戲與《重製版》保持同等水平。《Reunion》是《FF7》重製計劃的一部分，也是主線三部曲的前傳，其存在目的是讓玩家在札克斯·菲爾以更重要的角色於《重生》登場之前熟悉其故事。2023年4月，首席戰鬥程式設計師小山智提及將改善過後的主角團隊A.I.納入《重生》及其續作的戰鬥系統中的發展空間，並評論其在物理攻擊技術和魔攻施法之間進行的多工處理潛力，同時表達希望超越在《最终幻想XII》（2006）中用於非玩家操縱隊伍成員上的「策略」系統的願望。同年12月，濱口向Game Informer表示該作的主線劇情約有40小時的遊戲時間，若加上支線任務的話則預計可達60−100多小時，視乎玩家的專注程度而定。

## 宣傳與發行
作為《Final Fantasy VII》重製版三部曲第二部的《Final Fantasy VII 重生》在2022年6月的史克威爾艾尼克斯的「Final Fantasy VII 25週年慶典」直播上聯同《核心危機 -Final Fantasy VII- Reunion》和《Final Fantasy VII 重製版 Intergrade》一起公佈。
2023年6月，《Final Fantasy VII 重生》的社交媒體帳號開始發佈一系列製作人員的寄語。該作的其中一位遊戲總監濱口直樹許諾開發團隊將全力為玩家帶來一個遼闊、多層次、高度自由且具多條故事線的「米德加」，而不是《重製版》那種有條不紊，同時又偏向線性發展的世界。史克威爾艾尼克斯在同月9日傑夫·吉斯利主持的夏季遊戲節現場直播中釋出《重生》的預告片，其中披露了它的探索和戰鬥機制，也揭示了各種故事元素，並詳細介紹遊戲中將出現的角色。2023年9月14日，PlayStation的「State of Play」演示活動首映了該作的新預告片，公布《重生》將在隔年2月29日正式發售。另一個在2023年遊戲大獎上播放的新預告片則展示由洛伦·奥尔雷德演唱的主題曲《無諾需承》（"No Promises To Keep"），以及包括文森特·瓦倫泰和希德·海溫德在內的遊戲片段。除此之外，《Apex 英雄》亦在當屆遊戲大獎宣佈將與該作聯動。
《Final Fantasy VII 重生》預定於2024年2月29日開始在PlayStation 5平台上限時獨佔三個月。除了標準版外，玩家可在各大參與零售店購買該作的豪華實體版，典藏版則將透過網上的「史克威爾艾尼克斯商店」（Square Enix Store）獨家限量發行。後兩個版本都內含與遊戲光碟捆綁發售的特殊鐵盒封套、迷你原聲帶CD和原畫集；而典藏版不僅包括上述的物品，還有可供收藏的賽菲羅斯模型及其他可下載內容的遊戲內物品金鑰。此外，《Final Fantasy VII 重生》因在2月29日發行而引起關注，也使它成為首批在這一天公開發售的3A大作之一。
2024年2月28日，史克威尔艾尼克斯在游戏官方网站发布公告称，由于索尼互動娛樂在《最终幻想VII 重生》亚洲实体版游戏压盘环节中出现了印刷错误，原本用于在PS5主机上安装游戏的「Data Disc」（数据盘）错印刷原定用于在PS5上验证副本并进入游戏的「Play Disc」（游玩光盘）的封面，提醒购买实体版游戏的玩家需调换光盘先后顺序插入主机游玩。

### 可下載內容
《Final Fantasy VII 重生》的典藏版內藏可下載內容物品的存取金鑰。這些物品包括解鎖用於戰鬥的「莫古利團」（Moogle Trio）和「魔法甕」（Magic Pot）的「召喚魔晶石」、配件「醫療頸鍊」和防具「蘭花手環」，只要兑换金鑰，它們便會在遊戲初期出現在隊伍的裝備欄內。在啟動《重生》時，若玩家在PS5主機上留存PS4版《Final Fantasy VII 重製版》或PS5版《Final Fantasy VII 重製版 Intergrade》的數據，則可提前解鎖額外的召喚魔晶石。擁有本篇存檔的玩家在遊戲一開始就可獲取召喚魔晶石「利維坦」，而有著《Intergrade》的「尤菲的新篇章」（Episode: interMISSION）DLC存档的玩家還可取得額外的「拉姆」（Ramuh）召喚魔晶石。

## 反應
| 汇总媒体             | 得分   |
| -------------------- | ------ |
| Metacritic           | 92/100 |
| OpenCritic（推荐率） | 100%   |

| 媒体                  | 得分   |
| --------------------- | ------ |
| Destructoid           | 9.5/10 |
| Digital Trends        | [ 52 ] |
| Easy Allies           | 9.5/10 |
| Eurogamer             | [ 54 ] |
| Game Informer         | 8.5/10 |
| GamesRadar+           | [ 56 ] |
| GameSpot              | 8/10   |
| HardcoreGamer         | [ 58 ] |
| IGN                   | 9/10   |
| 新音乐快递            | [ 60 ] |
| Push Square           | [ 61 ] |
| RPGFan                | 93/100 |
| Shacknews             | 8/10   |
| 衛報                  | [ 64 ] |
| VG247                 | [ 65 ] |
| Video Games Chronicle | [ 66 ] |

### 發行前
IGN的馬特·帕斯洛（Matt Purslow）在玩完約三個小時的Demo版本後對《Final Fantasy VII 重生》抱積極的評價，儘管該作過多的額外內容可能令戰鬥充斥著不必要的元素方面有待觀望，但目前作品本身的內容、策略深度和廣泛性仍使他感到十分滿意。Game Informer的布萊恩·謝亞（Brian Shea）則指出與《重製版》的迴廊式結構相比，《重生》的開放世界立馬令人耳目一新，支線任務淋瑯滿目，完善過後的戰鬥系統既簡單又有趣，種種優點令他不由自主地展望未來的暢玩時光。

### 獲得獎項與提名
| 年份 | 獎項         | 類別                        | 結果 | 來源          |
| ---- | ------------ | --------------------------- | ---- | ------------- |
| 2023 | 金摇杆奖     | 最受期待遊戲                | 獲獎 | [ 68 ]        |
| 2023 | 遊戲大獎     | 未來最期待遊戲              | 獲獎 | [ 69 ]        |
| 2024 | 日本游戏大奖 | 优秀奖                      | 獲獎 | [ 70 ]        |
| 2024 | 金摇杆奖     | 终极年度游戏奖              | 亚军 | [ 71 ]        |
| 2024 | 金摇杆奖     | 最佳叙事                    | 獲獎 | [ 71 ]        |
| 2024 | 金摇杆奖     | 最佳原声带                  | 獲獎 | [ 71 ]        |
| 2024 | 金摇杆奖     | 年度主机游戏                | 提名 | [ 71 ]        |
| 2024 | 金摇杆奖     | 最佳主演（科迪·克里斯蒂安） | 獲獎 | [ 71 ]        |
| 2024 | 金摇杆奖     | 最佳配角（布里安娜·懷特）   | 獲獎 | [ 71 ]        |
| 2024 | 游戏大奖     | 年度游戏                    | 提名 | [ 72 ] [ 73 ] |
| 2024 | 游戏大奖     | 最佳游戏指导                | 提名 | [ 72 ] [ 73 ] |
| 2024 | 游戏大奖     | 最佳叙事                    | 提名 | [ 72 ] [ 73 ] |
| 2024 | 游戏大奖     | 最佳配乐/音乐               | 獲獎 | [ 72 ] [ 73 ] |
| 2024 | 游戏大奖     | 最佳音效/声效设计           | 提名 | [ 72 ] [ 73 ] |
| 2024 | 游戏大奖     | 最佳演出（布里安娜·懷特）   | 提名 | [ 72 ] [ 73 ] |
| 2024 | 游戏大奖     | 最佳角色扮演游戏            | 提名 | [ 72 ] [ 73 ] |

## 外部連結
- 官方网站：日文版、英文版